# Lövekulle
Lövekulle är den västligaste delen av tätorten Alingsås i Alingsås kommun i Västra Götalands län.
Lövekulle var fram till 2010 en separat småort innan den växte ihop med Alingsås.
Stadsdelen ingår i valkretsen Stadsskogen/Lövekulle, som gemensamt hade 2155 invånare vid riksdagsvalet i september 2022.